# Scrisoare a Majestății
Scrisoare a Majestății este numele purtat de două documente emise de împăratul romano-german Rudolf al II-lea care acordau libertate religioasă stărilor protestante din Regatul Boemiei (9 iulie 1609) și Sileziei (20 august 1609). Prevederile documentului emis pentru Boemia se aplicau și comitatului Glatz.

## Istorie

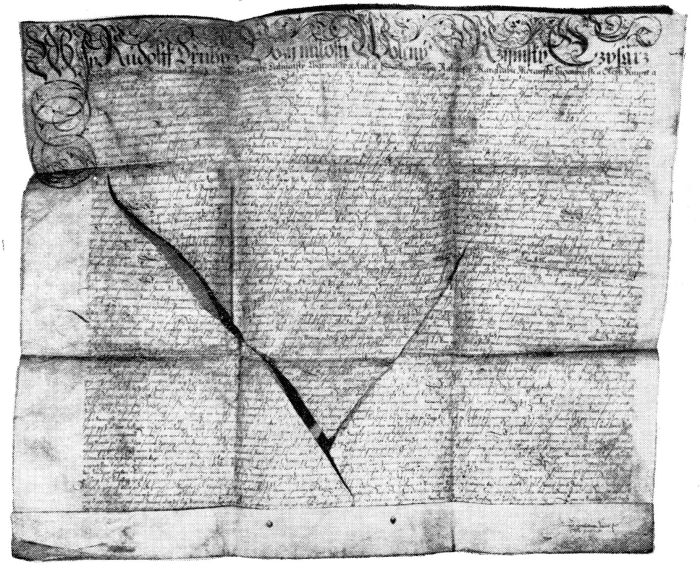
Scrisoarea Majestății (exemplarul tăiat de împăratul Ferdinand al III-lea)

Stările din Boemia și Silezia au profitat de situația politică extrem de dificilă în care se afla împăratul Rudolf al II-lea, partizan al Contrareformei, pentru a forța emiterea celor două documente numite „Scrisoare a Majestății”. Rudolf al II-lea era în conflict cu frații săi care doreau să-l înlăture de pe tronul Boemiei. Moravia și Ungaria trecuseră deja sub cârmuirea fratelui mai mic al împăratului, arhiducele Matia.
După sfârșitulul Războiului cel Lung prin Pacea de la Zsitvatorok încheiată cu turcii la 11 noiembrie 1606, arhiducele Matia s-a îndreptat împotriva fratelui său, împăratul Rudolf. La 19 mai 1608 oastea sa se afla la 4 km de Praga. În urma negocierilor pe 25 iunie s-a ajuns la o înțelegere prin Contractul de la Lieben. Pe 23 mai Rudolf al II-lea apăruse din nou în public participând la Dieta din Praga, după o lungă perioadă de timp. Deși Dieta urma să ia hotărâri privind cererile arhiducelui Matia, s-a ajuns la discutarea propriilor probleme. Deoarece împăratul era dependent de susținerea Stărilor pentru a-și păstra tronul, el a trebuit să promită că va reglementa curând problema libertății religioase. . Pe 29 mai Stările i-au reamintit promisiunea făcută și după multe ezitări, a trebuit să ia o decizie. Pe 9 iulie a fost creată și datată Scrisoarea Majestății pe care a semnat-o abia pe 11 iulie 1609.

## Conținut

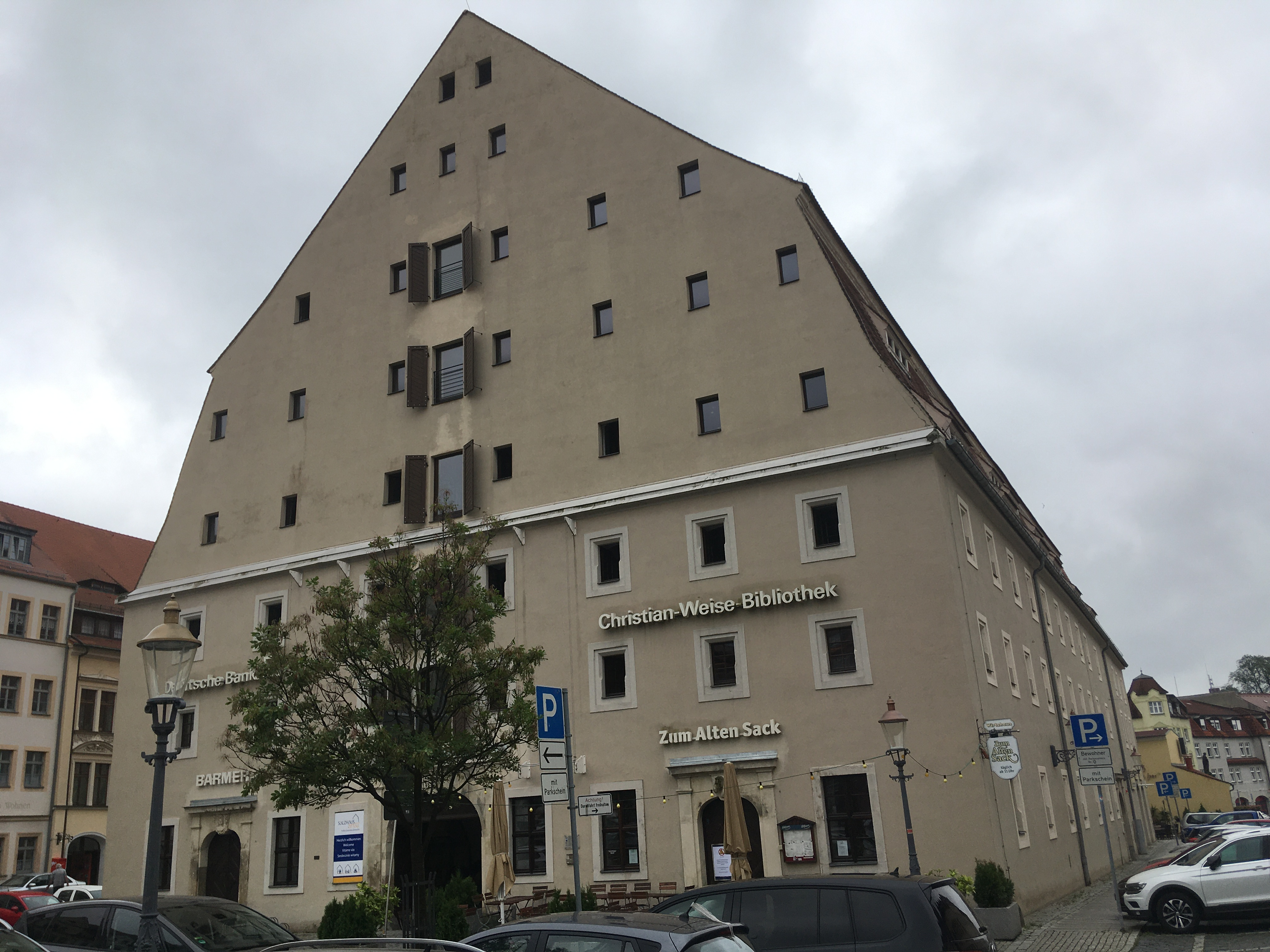
Biblioteca Christian-Weise

Pe lângă dreptul dat locuitorilor de a-și exercita liber religia, Scrisorile Majestății au permis, de asemenea, înființarea unei organizații bisericești protestante și construirea de biserici protestante, nu numai pe proprietățile nobilimii, ci și în teritoriile regale. Această ultimă prevedere a generat în anii următori serioase conflicte între catolicii și protestanții din Boemia. Se punea problema dacă și proprietățile mănăstirilor catolice (în Boemia ele nu aparțineau stărilor) trebuiau considerate proprietăți regale și ca urmare trebuia permisă construirea bisericilor evanghelice în satele ce aparțineau acestor mănăstiri.
Distrugerea unei biserici protestante din Klostergrab, a cărei construcție catolicii o considerau ilegală, a generat în 1618 cea de-a doua defenestrație de la Praga. 
Când stările protestante din Silezia Luzaciană (Oberlausitz) au aflat de succesul protestanților boemi și silezieni, au dorit și ei să dobândească o astfel de Scrisoare a Majestății. Totuși, cererea trimișilor lor la Praga a fost refuzată de împăratul Rudolf al II-lea (1610/1611). Populația din Silezia Luzaciană a trebuit să se mulțumească cu un document emis de împăratul Matia în 1612, care doar confirma status quo-ul.
După Bătălia de la Muntele Alb din 8 noiembrie 1620 în care victoria a revenit oastei imperiale, Scrisoarea Majestății a fost tăiată în două de însuși împăratul Ferdinand al II-lea. În afară de originalul tăiat (aflat în Arhivele Naționale din Praga), singura copie autentificată existentă a acestui document se păstrează astăzi în Biblioteca Christian-Weise din Zittau.